# Schloss Les Ifs (Mayenne)
Das Schloss Les Ifs (französisch Château des Ifs) ist eine Schlossruine in der Gemeinde Montsûrs im Département Mayenne in der französischen Region Pays de la Loire.

## Geschichte
Das Land und die Herrschaft der Ifs gehörten zur Burggrafschaft Bazougers in der Grafschaft Laval.
Um 1350 übergab Guy de Chamaillard, Vizegraf von Beaumont, die Ländereien an Jehan Auvé. 1390 gelangte die Herrschaft durch Heirat in den Besitz der Familie de La Chapelle, die die Ländereien bis zur Mitte des 15. Jahrhunderts besaß. Später gehörte das Lehen unter anderem Robin Trouillon, einem Kaufmann aus Laval, und René Houllier.
Am 1. Februar 1567 wurde die Herrschaft durch ein Dekret für 1700 Livres tournois an Jehan Arnoul übertragen, der am 19. Juli desselben Jahres Nicolas de Champagne die Treue schwor.

## Beschreibung
Von der ursprünglichen Schlossanlage sind heute nur noch wenige Überreste erhalten, die sich in Privatbesitz befinden. Vollständig erhalten ist noch die Kapelle Saint-Ouie aus dem frühen 16. Jahrhundert, die ein Tympanon über der Eingangstür und ein Lavabo aufweist. Unter dem Kalkputz befinden sich Wandmalereien aus dem 17. Jahrhundert.
Die Kapelle Saint-Ouie und das Eingangstor des Schlosses stehen seit dem 2. November 1998 als Monument historique unter Denkmalschutz.